# صوت الشعب (حزب)
صوت الشعب هو حزب سياسي في الجزائر. يرأسه لمين عصماني. تأسس سنة 2019. تحصل في الانتخابات التشريعية الجزائرية سنة 2021 على ثلاث مقاعد بالمجلس الشعبي الوطني.